# Korabaga
Korabaga fou un estat tributari protegit de l'Índia, del tipus zamindari, situat al districte de Sambalpur a les Províncies Centrals, avui Madhya Pradesh a uns 50 km al nord de Sambalpur. La població el 1881 era de 4.154 habitants repartits en 27 pobles; la superfície era de 52 km² la major part jungla; el cultiu principal era l'arròs. La capital era Korabaga, amb una població el 1881 de 377 persones situada a 21° 45′ 30″ N, 83° 42′ 30″ E / 21.75833°N,83.70833°E.